# Kuala Lumpur International Airport
Kuala Lumpur International Airport (IATA: KUL, ICAO: WMKK), ook wel bekend als KLIA, is de internationale luchthaven van Kuala Lumpur in Maleisië. De luchthaven ligt in Sepang. In 2009 maakten ruim 29.5 miljoen passagiers gebruik van de luchthaven, in 2017 was dit net niet verdubbeld tot 58.558.440 passagiers. Met een oppervlakte van 100 km2 is Kuala Lumpur International Airport een van de grotere luchthavens ter wereld.
De plannen voor de bouw van het vliegveld ontstonden in 1990, toen de overheid het oude vliegveld (Subang International Airport) te klein achtte om in de toekomst nog te kunnen groeien. Toen KLIA in 1998 opende werd een deel van Subang International Airport gesloopt. Een ander deel wordt momenteel verbouwd tot "Subang Skypark", een luchthaven voor chartervliegtuigen met hotels en een zakendistrict.

## Infrastructuur
De luchthaven beschikte initieel over twee start- en landingsbanen (14L/32R en 14R/32L). Beide banen zijn ruim 4000 meter lang en 75 meter breed, waardoor ze na enkele recente aanpassingen geschikt zijn geworden voor de Airbus A380. In verband met eventuele uitbreiding van de luchthaven wordt ruimte vrijgehouden voor nog twee banen. Op KLIA zijn twee verkeerstorens: vanaf de 130 meter hoge hoofdtoren wordt het luchtverkeer geregeld, terwijl het verkeer op het luchthaventerrein door de kleine toren (55 meter) geregeld wordt.
Bijzonder op de luchthaven is het dierenhotel, geëxploiteerd door de cargo-divisie van Malaysia Airlines. Het hotel regelt de import en export van dieren, en wanneer men op vakantie gaat kan diens huisdier er verblijven.
Om de expansie de baas te blijven werd in 2014 een nieuwe tweede terminal in gebruik genomen, klia2, ter vervanging van de eerdere kleine Low Cost Carrier Terminal (LCCT). Naast klia2 werd ook een derde start- en landingsbaan (15/33) van 4.056 meter lengte, parallel met de twee andere banen in gebruik genomen en de 130 meter hoge hoofdtoren die eerder al werd vermeld.

## Luchtvaartmaatschappijen en bestemmingen
- Air Astana - Almaty
- Air China - Beijing-Capital
- Air France - Parijs-Charles de Gaulle (vanaf 22 april 2013)
- Air India Express - Chennai, Tiruchirapalli
- Air Koryo - Pyongyang
- Air Mauritius - Mauritius
- Air Niugini - Port Moresby
- Air Zimbabwe - Beijing-Capital, Harare
- AirAsia - Alor Setar, Balikpapan, Banda Aceh, Bandar Seri Begawan, Bangkok-Suvarnabhumi, Bangalore, Bintulu, Chiang Mai, Chennai, Clark, Cochin, Colombo, Denpasar/Bali, Dhaka, Guangzhou, Guilin, Hanoi, Hat Yai, Ho Chi Minh City, Hong Kong, Jakarta-Soekarno-Hatta, Johor Bahru, Kathmandu (vanaf 15 juni), Kolkata, Kota Bharu, Kota Kinabalu, Krabi, Kuala Terengganu, Kuching, Labuan, Langkawi, Macau, Makassar, Medan, Miri, Padang, Palembang, Pekanbaru, Penang, Phnom Penh, Phuket, Sandakan, Shenzhen, Sibu, Siem Reap, Singapore, Solo, Surabaya, Tawau, Tiruchirapalli, Vientiane, Yangon, Yogyakarta
- AirAsia X - Chengdu, Christchurch, Delhi, Gold Coast, Hangzhou, Londen-Stansted, Melbourne, Mumbai, Parijs-Orly, Perth, Seoul-Incheon, Taipei-Taoyuan, Teheran-Imam Khomeini, Tianjin, Tokio-Haneda
- Biman Bangladesh - Dhaka
- Cathay Pacific - Hong Kong
- Cebu Pacific - Manila
- China Airlines - Taipei-Taoyuan
- China Southern Airlines - Fuzhou, Guangzhou
- China Eastern Airlines - Kunming, Nanning, Shanghai-Pudong, Zhengzhou
- Emirates - Dubai, Melbourne
- Etihad Airways - Abu Dhabi
- EVA Air - Taipei-Taoyuan
- Firefly - Kota Kinabalu, Kuching, Langkawi (vanaf 1 december), Sibu (vanaf 1 juli), Sandakan (vanaf 1 augustus)
- Garuda Indonesia - Jakarta-Soekarno-Hatta, Mataram (Ampenan)
- GMG Airlines - Dhaka
- Gulf Air - Bahrain
- Indonesia AirAsia - Denpasar/Bali, Bandung, Jakarta-Soekarno-Hatta, Medan, Palembang, Semarang, Surabaya
- Iran Air - Mashhad, Teheran-Imam Khomeini
- Japan Airlines - Tokio-Narita
- Jet Airways - Chennai
- Jetstar Asia Airways - Singapore
- KLM - Amsterdam, Jakarta-Soekarno-Hatta
- Korean Air - Seoul-Incheon
- Kuwait Airways - Jakarta-Soekarno-Hatta, Koeweit
- Lion Air - Jakarta-Soekarno-Hatta
- Lufthansa - Bangkok-Suvarnabhumi, Frankfurt
- Mahan Air - Shiraz
- Malaysia Airlines - Alor Star, Bandung, Bandar Seri Begawan, Bangkok-Suvarnabhumi, Bintulu, Hanoi, Ho Chi Minh City, Jakarta-Soekarno-Hatta, Johor Bahru, Kaohsiung, Kota Bharu, Kota Kinabalu, Kuantan, Kuala Terengganu, Kuching, Labuan, Langkawi, Manila, Medan, Miri, Penang, Phuket, Sandakan, Sibu, Singapore, Surabaya, Taipei-Taoyuan, Tawau, Tokyo-Narita, Yangon, Yogyakarta
- Malaysia Airlines -  Adelaide, Auckland, Bandung, Bangalore, Bangkok-Suvarnabhumi, Beijing-Capital, Beirut, Brisbane, Buenos Aires-Ezeiza, Kaapstad, Chennai, Coimbatore, Colombo, Dammam, Delhi, Denpasar/Bali, Dhaka, Dubai, Frankfurt, Guangzhou, Ho Chi Minh City, Hong Kong, Hyderabad, Istanbul-Atatürk, Jakarta-Soekarno-Hatta, Jeddah, Johannesburg, Kaohsiung, Karachi, Kunming, Londen-Heathrow, Los Angeles, Male, Manila, Melbourne, Mumbai, Osaka-Kansai, Parijs-Charles de Gaulle, Perth, Phnom Penh, Rome-Fiumicino, Seoul-Incheon, Shanghai-Pudong, Siem Reap, Sydney, Taipei-Taoyuan, Tokio-Narita, Xiamen
- Merpati Nusantara Airlines - Mataram (Ampenan), Surabaya
- Myanmar Airways International - Yangon
- Nepal Airlines - Kathmandu
- Oman Air - Muscat
- Pakistan International Airlines - Karachi, Lahore, Peshawar
- Qatar Airways - Doha, Phuket
- Royal Brunei - Bandar Seri Begawan
- Royal Jordanian - Amman-Queen Alia, Bangkok-Suvarnabhumi
- Saudi Arabian Airlines - Dammam, Jakarta-Soekarno-Hatta, Jeddah, Madinah, Riyadh
- Shenzhen Airlines - Shenzhen
- SilkAir - Singapore
- Singapore Airlines - Singapore
- SriLankan Airlines - Colombo, Singapore
- Thai AirAsia - Bangkok-Suvarnabhumi
- Thai Airways International - Bangkok-Suvarnabhumi
- Tiger Airways - Singapore
- Turkish Airlines - Istanbul Ataturk
- United Airways - Dhaka
- Uzbekistan Airways - Tashkent
- Vietnam Airlines - Hanoi, Ho Chi Minh City
- Xiamen Airlines - Xiamen
- Yemenia - Dubai, Jakarta-Soekarno-Hatta, Sana'a